# Composition du conseil régional de Bourgogne
Le conseil régional de Bourgogne, siégeant au 17 Boulevard de la Trémouille, à Dijon, est composé de 57 élus. Il est actuellement tenu par la gauche plurielle, menée par le Parti socialiste. Le sénateur François Patriat en est le président. 

## Conseil régional avant 1986
Le conseil régional est présidé, de 1974 à 1978, par Jean Chamant (RPR), alors président du conseil général de l'Yonne, de 1978 à 1979, par Marcel Lucotte (UDF), sénateur et conseiller général de Saône-et-Loire, de 1979 à 1982, par Pierre Joxe (PS), député de Saône-et-Loire, de 1982 à 1983, par André Billardon (PS, député de Saône-et-Loire, de 1983 à 1985, par Frédéric Lescure, et enfin, de 1985 à 1986, par Marcel Lucotte, sénateur et conseiller général de Saône-et-Loire.

## Élections régionales françaises de 1986
Les élections régionales de 1986, instituée par la loi du 2 mars 1982, porte au Conseil des élus au suffrage universel direct. Lors de ce scrutin, la droite conserve toutefois la majorité et porte, de nouveau, à la tête du Conseil Marcel Lucotte (UDF), sénateur et conseiller général de Saône-et-Loire. Ce dernier est contraint de démissionner par le cumul de ses mandats, en 1989.
Raymond Janot (UDF), conseiller général de l'Yonne, est élu par le collège pour lui succéder.   

## Élections régionales françaises de 1992
Les élections régionales de 1992 donnent la majorité à la droite d'ouverture, menée par Jean-Pierre Soisson (MDR), maire d'Auxerre et ministre de l'Agriculture et du Développement rural, qui est alors élu président. 
Élu député de l'Yonne l'année suivante, Jean-Pierre Soisson démissionne du Conseil, qui élit à sa tête Jean-François Bazin (RPR).

## Élections régionales françaises de 1998
Lors des élections régionales de 1998, la droite conserve la majorité et Jean-Pierre Soisson (DL), député de l'Yonne, est de nouveau élu à la présidence du Conseil. 

## Élections régionales françaises de 2004
Les élections de 2004, devenues, depuis la loi du 11 avril 2003, un scrutin proportionnel à deux tours avec prime majoritaire, amènent un changement de majorité au profit de la gauche plurielle, menée par François Patriat, conseiller général de la Côte-d'Or, élu à la présidence du Conseil.  

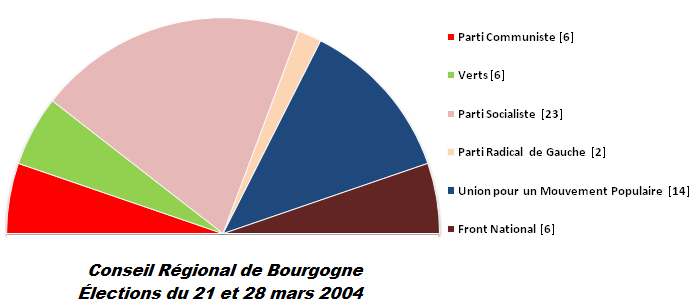
Composition du Conseil régional en 2004

### Premier tour
Nombre et % inscrits
- Inscrits 1 136 326, soit 100,00 %
- Abstention 431 429, soit 37,97 %
- Votants 704 897, soit 62,03 %

Nombre et % votants
- Blancs Nuls 37 165, soit 5,27 %
- Exprimés 667 732, soit 94,73 %

Détail des résultats par liste
| Liste conduite par           | Nuance  | Nbre Voix | % exprimés | Nbre Sièges |
| ---------------------------- | ------- | --------- | ---------- | ----------- |
| M. Claude Moreau             | LXD     | 11 701    | 1,75 %     | 0           |
| Mme Jacqueline Lambert       | LXG     | 26 191    | 3,92 %     | 0           |
| M. Claude Dassie             | LDD     | 0         | 0,00 %     | 0           |
| M. Pierre Jaboulet-Vercherre | FN      | 105 270   | 15,77 %    | 0           |
| M. François Patriat          | LGA     | 240 445   | 36,01 %    | 0           |
| M. Julien Gonzalez           | LEC     | 34 810    | 5,21 %     | 0           |
| M. Jean-Pierre Soisson       | UMP-MDR | 145 428   | 21,78 %    | 0           |
| M. François Sauvadet         | UDF     | 86 674    | 12,98 %    | 0           |
| M. Joël Mekhantar            | MRC     | 17 213    | 2,58 %     | 0           |

### Deuxième tour
Nombre et % inscrits
- Inscrits : 1 136 173 voix, soit 100 %
- Abstention : 392 980 voix, soit 34,59 %
- Votants : 743 193 voix, soit 65,41 %

Nombre et % votants
- Blancs Nuls : 39 624 voix, soit 5,33 %
- Exprimés : 703 569 voix, soit 94,67 %

Détail des résultats par liste
| Liste conduite par           | Nuance | Nbre Voix | % exprimés | Nbre Sièges |
| ---------------------------- | ------ | --------- | ---------- | ----------- |
| M. Pierre Jaboulet-Vercherre | LFN    | 108 133   | 15,37 %    | 6           |
| M. François Patriat          | LGA    | 369 288   | 52,49 %    | 37          |
| M. Jean-Pierre Soisson       | LDR    | 226 148   | 32,14 %    | 14          |

### Liste des élus
| PS                              | UMP                              | PCF                      | FN                             | Les Verts                        | PRG                    |
| ------------------------------- | -------------------------------- | ------------------------ | ------------------------------ | -------------------------------- | ---------------------- |
| François Patriat (21)           | Pierre Bolze (21)                | Isabelle de Almeida (21) | Pierre Jaboulet-Vercherre (21) | Philippe Hervieu (21)            | Didier Martin (21)     |
| Anne Dillenseger-Garrigues (21) | Rémi Delatte (21)                | Claude Pinon (21)        | Annie Rubert (21)              | Stéphanie Modde (21)             | Jacques Rebillard (71) |
| Fadila Khattabi (21)            | Sylvie Dupaquier (21)            | Jean-Claude Lebrun (58)  | Régis de la Croix Vaubois (58) | Wilfried Séjeau (58)             |                        |
| Alain Millot (21)               | Anne-Catherine Loisier (21)      | Chantal Bathias (71)     | Christian Launay (71)          | Alain Cordier (71)               |                        |
| Françoise Tenenbaum (21)        | Jean-Jacques Lété (58)           | Jacky Dubois (71)        | Marie Christine Bignon (71)    | Bernard Pesquet (89)             |                        |
| Sylvie Martin (21)              | Simone Rignault (58)             | Hélène Brun (89)         | Édouard Ferrand (89)           | Marie-Claude Collin-Cordier (71) |                        |
| Christian Paul (58)             | Marie-Louise Fort (89)           |                          |                                |                                  |                        |
| Martine Vandelle (58)           | Jean-Louis Hussonnois (89)       |                          |                                |                                  |                        |
| Florence Ombret (58)            | Jean-Pierre Soisson (89)         |                          |                                |                                  |                        |
| Claudine Boisorieux (58)        | Jean-Paul Anciaux (71)           |                          |                                |                                  |                        |
| Philippe Baumel (71)            | Jean-Pierre Bouvet-Maréchal (71) |                          |                                |                                  |                        |
| Marie-Françoise Muller (71)     | Bernard Chevallier (71)          |                          |                                |                                  |                        |
| Jean-Claude Lagrange (71)       | Marie-Claude Jarrot (71)         |                          |                                |                                  |                        |
| Pierre Terrier (71)             | Marie Mercier (71)               |                          |                                |                                  |                        |
| Françoise Verjux-Pelletier (71) |                                  |                          |                                |                                  |                        |
| Jocelyne Bernardet (71)         |                                  |                          |                                |                                  |                        |
| Pierre Jacob (71)               |                                  |                          |                                |                                  |                        |
| Édith Gueugneau (71)            |                                  |                          |                                |                                  |                        |
| Guy Ferez (89)                  |                                  |                          |                                |                                  |                        |
| Florence Parly (89)             |                                  |                          |                                |                                  |                        |
| Safia Otokoré (89)              |                                  |                          |                                |                                  |                        |
| Jean-Yves Caullet (89)          |                                  |                          |                                |                                  |                        |
| Michel Neugnot (21)             |                                  |                          |                                |                                  |                        |

## Élections régionales françaises de 2010
Les élections régionales de 2010 donne de nouveau la majorité à la gauche plurielle et François Patriat, sénateur de la Côte-d'Or, est reconduit à la présidence du Conseil. 

### Répartition des sièges
Le Groupe communiste rassemble les élus régionaux appartenant au Parti communiste français (PCF).
Le groupe PS-PRG-DVG rassemble ceux appartenant au Parti socialiste (PS), au Parti radical de gauche (PRG), et de Divers gauche (DVG). 
Le groupe Europe Écologie Bourgogne rassemble ceux appartenant à Europe Écologie Les Verts (EELV)
Le groupe Bourgogne Dynamique rassemble ceux appartenant à l'Union pour un mouvement populaire (UMP) et de l'Union des démocrates et indépendants (UDI).
Le groupe Front national rassemble ceux appartenant au Front national (FN)
| Parti | Parti                | Nombre de sièges | Groupe                    |
| ----- | -------------------- | ---------------- | ------------------------- |
|       | PCF                  | 5                | Groupe communiste         |
|       | PS                   | 24               | PS-PRG-DVG                |
|       | PRG                  | 1                | PS-PRG-DVG                |
|       | DVG                  | 1                | PS-PRG-DVG                |
|       | EELV                 | 6                | Europe Écologie Bourgogne |
|       | Total gauche         | 37               | 64.9 %                    |
|       | UDI                  | 4                | Bourgogne Dynamique       |
|       | UMP                  | 10               | Bourgogne Dynamique       |
|       | Total droite         | 14               | 24.6 %                    |
|       | FN                   | 6                | Front national            |
|       | Total extrême-droite | 6                | 10.5 %                    |

### Liste des élus
Les tableaux ci-dessous listent les élus régionaux selon leur section départementale, leur place sur l'échiquier politique, leur groupe, leur parti d'appartenance, et leur ordre alphabétique. 
| Groupe                    | Parti | Nom                                 | Autre(s) mandat(s) en cours                                                                     |
| Groupe communiste         | PCF   | Alain Renault                       |                                                                                                 |
| PS-PRG-DVG                | PS    | Hamid El Hassouni                   | Adjoint au maire de Dijon                                                                       |
| PS-PRG-DVG                | PS    | Fadila Khattabi                     |                                                                                                 |
| PS-PRG-DVG                | PS    | Isabelle Lajoux                     | Maire de Savolles                                                                               |
| PS-PRG-DVG                | PS    | Sylvie Martin                       | Conseillère municipale de Beaune                                                                |
| PS-PRG-DVG                | PS    | Safia Otokoré                       |                                                                                                 |
| PS-PRG-DVG                | PS    | Michel Neugnot (1er Vice-président) | Conseiller municipal de Semur-en-Auxois, Vice-président du Pays de l'Auxois-Morvan Côte d'Orien |
| PS-PRG-DVG                | PS    | François Patriat (Président)        | Sénateur de la Côte-d'Or                                                                        |
| PS-PRG-DVG                | PS    | Françoise Tenenbaum                 | Adjointe au maire de Dijon                                                                      |
| PS-PRG-DVG                | PS    | Stéphane Voynaroski                 | Conseiller municipal de Talant                                                                  |
| Europe Écologie Bourgogne | EELV  | Philippe Hervieu                    |                                                                                                 |
| Bourgogne Dynamique       | UDI   | Pascal Grappin                      | Maire de Villebichot                                                                            |
| Bourgogne Dynamique       | UMP   | Pierre Bolze                        | Adjoint au maire de Beaune                                                                      |
| Bourgogne Dynamique       | UMP   | Emmanuelle Coint                    | Conseillère générale de la Côte-d'Or                                                            |
| Bourgogne Dynamique       | UMP   | Sylvie Dupaquier                    |                                                                                                 |
| Bourgogne Dynamique       | UMP   | Catherine Vandriesse                | Conseillère municipale de Dijon                                                                 |
| Front national            | FN    | Rémy Boursot                        |                                                                                                 |
| Front national            | FN    | Josette Romualdo                    |                                                                                                 |

| Groupe                    | Parti | Nom                | Autre(s) mandat(s) en cours                                                                   |
| Groupe communiste         | PCF   | Jean-Paul Pinaud   | Adjoint au maire de Garchizy                                                                  |
| PS-PRG-DVG                | PS    | Blandine Delaporte | Adjointe au maire de La Charité-sur-Loire                                                     |
| PS-PRG-DVG                | PS    | Florence Ombret    | Adjointe au maire de Nevers                                                                   |
| PS-PRG-DVG                | PS    | Christian Paul     | Député de la Nièvre, Président du parc naturel régional du Morvan                             |
| PS-PRG-DVG                | PS    | Martine Vandelle   | Maire de Parigny-les-Vaux, Présidente de la communauté de communes des Bertranges à la Nièvre |
| Europe Écologie Bourgogne | EELV  | Wilfried Séjeau    |                                                                                               |
| Bourgogne Dynamique       | UDI   | Jean-Luc Martinat  | Conseiller municipal de Nevers                                                                |
| Front national            | FN    | Marcel Stephan     |                                                                                               |

| Groupe                    | Parti | Nom                          | Autre(s) mandat(s) en cours                                                                              |
| Groupe communiste         | PCF   | Serge Desbrosses             | Adjoint au maire du Creusot                                                                              |
| Groupe communiste         | PCF   | Nathalie Vermorel de Almeida | |
| PS-PRG-DVG                | PS    | Jérôme Durain                | Adjoint au maire de Chalon-sur-Saône                                                                     |
| PS-PRG-DVG                | PS    | Karim Khatri                 | |
| PS-PRG-DVG                | PS    | Jean-Claude Lagrange         | Maire de Sanvignes-les-Mines, Président de la Communauté urbaine Creusot-Montceau                        |
| PS-PRG-DVG                | PS    | Sophie Lasausse              | |
| PS-PRG-DVG                | PS    | David Marti                  | Adjoint au maire du Creusot, Vice-président de la Communauté urbaine Creusot-Montceau                    |
| PS-PRG-DVG                | PS    | Florence Rognard             | |
| PS-PRG-DVG                | PS    | Élodie Vendramini            | Adjoint au maire de Montceau-les-Mines                                                                   |
| PS-PRG-DVG                | PS    | Nisrine Zaïbi                | Conseillère municipale de Chalon-sur-Saône                                                               |
| PS-PRG-DVG                | DVG   | Jacques Rebillard            | Vice-président du conseil général de Saône-et-Loire                                                      |
| Europe Écologie Bourgogne | EELV  | Alain Cordier                | |
| Europe Écologie Bourgogne | EELV  | Nicole Eschmann              | |
| Bourgogne Dynamique       | UDI   | Christine Robin              | Adjointe au maire de Mâcon, Vice-présidente de la Communauté d'agglomération du Mâconnais - Val de Saône |
| Bourgogne Dynamique       | UMP   | Jean-Paul Anciaux            | |
| Bourgogne Dynamique       | UMP   | Arnaud Danjean               | Député européen                                                                                          |
| Bourgogne Dynamique       | UMP   | Gérald Gordat                | |
| Bourgogne Dynamique       | UMP   | Marie-Claude Jarrot          | Conseillère municipale de Montceau-les-Mines                                                             |
| Front national            | FN    | Marie-Christiane Colas       | |
| Front national            | FN    | Christian Launay             | |

| Groupe                    | Parti | Nom                     | Autre(s) mandat(s) en cours                                                                             |
| Groupe communiste         | PCF   | Patrick Blin            | |
| PS-PRG-DVG                | PS    | Frédérique Colas        | Adjointe au maire de Joigny                                                                             |
| PS-PRG-DVG                | PS    | Guy Férez               | Maire d'Auxerre, Président de la communauté d'agglomération de l'Auxerrois                              |
| PS-PRG-DVG                | PS    | Maryse Naudin           | |
| PS-PRG-DVG                | PRG   | Dominique Lapôtre       | Adjointe au maire de Sens, Vice-présidente de la communauté de communes du Sénonais                     |
| Europe Écologie Bourgogne | EELV  | Chantal Doukhar         | |
| Europe Écologie Bourgogne | EELV  | André Lefebvre          | |
| Bourgogne Dynamique       | UDI   | Dominique Vérien-Parent | Adjointe au maire de Saint-Sauveur-en-Puisaye                                                           |
| Bourgogne Dynamique       | UMP   | Aurélie Berger          | Maire de Gurgy, Vice-présidente de la communauté d'agglomération de l'Auxerrois                         |
| Bourgogne Dynamique       | UMP   | Henri de Raincourt      | Conseiller municipal de Saint-Valérien, Président de la communauté de communes du Gâtinais en Bourgogne |
| Front national            | FN    | Édouard Ferrand         | |

## Source
- Ministère de l'Intérieur